# An Enumeration of Philippine Flowering Plants
An Enumeration of Philippine Flowering Plants (abreviado Enum. Philipp. Fl. Pl.) es un libro con descripciones botánicas que fue escrito por el botánico estadounidense Elmer Drew Merrill y publicado en Manila en 4 volúmenes en 1923-1926.